# Mojo (opera teatrale)
Mojo è un'opera teatrale del drammaturgo britannico Jez Butterworth, portata all'esordio a Londra nel 1995.

## Trama
L'Atlantic è un sordido club a Soho in cui si esibisce il giovane e brillante Silver Johnny, il cui agente Ezra però trattiene dal raggiungere il successo. I motivi di Ezra sono puramente egoistici, dato che egli è il proprietario del club e Silver Johnny è la maggiore attrattiva del locale. Mentre Silver Johnny va avanti sulla strada per il successo, il gangster Sam Ross comincia a interessarsi a lui per sbarazzarsi del rivale Ezra. Sam Ross elimina brutalmente quest'ultimo e rapisce Silver Johnny. Mickey, il socio di Ezra, trova il cadavere del proprietario dell'Atlantic e annuncia che sarà Ross a prendere in mano le redini del locale. 
Potts, Sweets, Skinny e Baby - i soci di Ezra - cominciano a innervosirsi e credono che Mickey li stia ingannando, ma la situazione peggiora a tal punto che il club potrebbe chiudere. Mentre il pubblico affolla l'ingresso dell'Atlantic Club, i quattro soci cominciano a discutere, finché non trovano Silver Johnny impiccato al soffitto del locale. Sweets, Skinny, Potts e Baby ricominciano a discutere e, durante la lite, Baby spara a Skinny in testa. Mickey, Potts e Sweets  cercano di medicare la ferita di Skinny, ma questi muore mentre tirano giù il corpo di Silver Johnny. Incapace di salvare anche l'ultimo dei suoi amici, Mickey si dispera e capisce di non poter gestire la situazione.

## Storia degli allestimenti
Mojo debuttò al Royal Court Theatre di Londra il 14 luglio 1995 per la regia di Ian Rickson. Facevano parte del cast originale: Hans Matheson (Silver Johnny), Tom Hollander (Baby), Aidan Gillen (Skinny), Matt Bardock (Sweets), David Westhead (Mickey) e Andy Serkis (Potts). La pièce ha vinto il Laurence Olivier Award alla miglior commedia nel 1996.
Il debutto newyorchese è avvenuto al Linda Gross Theater dell'Off Broadway, dove Mojo è rimasto in cartellone per sessantotto repliche dal 10 novembre 1997. Neil Pepe curava la regia, mentre la colonna sonora era di David Yazbek. Il cast comprendeva Chris Bauer, Patrick Fitzgerald, Clark Gregg, Joseph Kern, Jordan Lage e Matthew Ross.
Il primo revival londinese dell'opera è debuttato all'Harold Pinter Theatre del West End nel 2013, ancora una volta diretto da Ian Rickson. Il cast dell'allestimento era composto da Colin Morgan (Skinny), Rupert Grint (Sweets), Ben Whishaw (Baby), Daniel Mays (Potts), Brendan Coyle (Mickey) e Tom Rhys Harries (Silver Johnny).

## Adattamento cinematografico
Nel 1997 Jez Butterworth ha diretto e sceneggiato un adattamento cinematografico della pièce, distribuito nelle sale italiane con il titolo Soho. Alcuni membri del cast originale tornarono a riprendere i rispettivi ruoli, come ad esempio Aidan Gillen ed Andy Serkis, mentre i nuovi interpreti annoveravano Ian Hart e Harold Pinter.